# Szaflary
Szaflary is een dorp in het Poolse woiwodschap Klein-Polen, in het district Nowotarski. De plaats maakt deel uit van de gemeente Szaflary en telt 2200 inwoners.

## Verkeer en vervoer
- Station Szaflary